# 比尼亞德爾馬國際歌曲節
比尼亞德爾馬國際歌曲節（西班牙語：Festival Internacional de la Canción de Viña del Mar）是一年一度的國際音樂節，每年二月的第三週在智利的比尼亞德爾馬舉行。它始於1960年，是拉丁美洲歷史最悠久、規模最大的音樂節，也是世界上舉辦時間最長的音樂節之一。由于嚴重特殊傳染性肺炎疫情，於2021年和2022年取消舉辦。